# عملية الحارس (فرنسا)
عملية الحارس (بالفرنسية: Opération Sentinelle) هي عملية عسكرية فرنسية حيث نشرت وزارة الدفاع القرنسية ما يقارب 10.000 جندي و4.700 رجل أمن، بعد هجمات يناير 2015، بهدف حماية المناطق الحساسة على الأراضي الفرنسية من الإرهاب. هذه العملية تعتبر جزء من حالة الطوارئ المستمرة في فرنسا بسبب التهديدات والهجمات الإرهابية المستمرة.

## خلفية تاريخية
أُطلقت عملية الحارس بعد هجمات يناير 2015، وتم تعزيزها بعد هجمات باريس 2015، وهذه الهجمات نُسبت إلى جماعات إسلامية متطرفة مثل: تنظيم القاعدة في جزيرة العرب، وداعش. كما وقعت عدد من الهجمات الإرهابية الأخرى في فرنسا بعد هذه الهجمات.
أطلقت دول أوروبية أخرى أيضًا عمليات مشابهه لحماية مناطق حساسة داخل أراضيها بسبب التهديدات أو الهجمات الإرهابية، منها بلجيكا، إيطاليا، والمملكة المتحدة.